# Kraftwerk Stiftsmühle
Das Laufwasserkraftwerk Stiftsmühle ist ein Laufwasserkraftwerk in Herdecke am Zusammenfluss von Ruhr und Volme. Gebaut wurde das Kraftwerk mit dem dazugehörigen fast 200 Meter langen Stauwehr Stiftsmühle 1930 vom Ruhrverband, der seit 2022 auch Betreiber der Anlage ist. 
In der Anlage erzeugen drei Kaplan-Turbinen mit maximal je 630 kW Leistung elektrischen Strom. Primär dienen das Wehr, das sich seit der Flächenumwidmung 1964 auf Hagener Stadtgebiet befindet, und das Kraftwerk jedoch der Bewirtschaftung von Hengstey- und Harkortsee, und durch die Wasserstandsregulierung auch dem rund zweieinhalb Kilometer ruhraufwärts am Hengsteysee gelegenen Koepchenwerk, das als Pumpspeicherkraftwerk für stark schwankende Wasserstände in diesem Ruhrabschnitt sorgt.
Neben der Kraftwerksanlage befindet sich eine kleine künstliche Insel.
Das Kraftwerk Stiftsmühle ist Standort Nr. 5 des Energiewirtschaftlichen Wanderwegs Herdecke. In direkter Nachbarschaft des Kraftwerks befindet sich das Herdecker Freibad „Freizeitbad Bleichstein“.